# Афінське герцогство
Афінське герцогство (фр. Duché d'Athènes; кат. Ducat d'Atenes; грец. Δουκάτον Αθηνών) — одна з держав хрестоносців, що виникла на теренах Греції після розподілу Візантійської імперії в ході Четвертого хрестового походу. Герцогство охоплювало сучасні області Аттику та Беотію. Існувало до XV століття, коли було завойоване Османською імперією.

## Історія

### Заснування
Засновником Афінського герцогства був бургундський лицар Оттон де ла Рош, учасник Четвертого хрестового походу. Попри те, що він був правителем Афін з моменту заснування держави в 1205 році, офіційно герцогський титул закріплений тільки за його племінником Гвідо 1260 року. 1225 року Оттон де Ла Рош з нез'ясованих досі причин відмовився від титулу sir d'Athenes і повернувся з синами назад до Бургундії, подарувавши права на Афіни своєму племіннику.

### Династія де ла Рош
Під час правління династії де Ла Рош столицею герцогства вважалися багатші і багатолюдні Фіви. Суттєвим джерелом добробуту родини де ла Рош було морське піратство. Основною піратською базою в регіоні став острів Евбея, звідки щорічно виходило не менше ста корсарських кораблів. Базою де ла Рош був і Навплій. Втім і узбережжя самого Герцогства піддавалося нападам візантійських корсарів під імператорським прапором.
Афінське герцогство спочатку було васалом Фессалонікського королівства, з 1224 року — Ахейського князівства, однак лише тому, що ахейський князь подарував афінському герцогу кілька замків в Арголіді на території князівства. Влада правителів герцогства не поширювалося на острови Егейського моря, які були венеційськими територіями.

### Завоювання каталонцями
15 березня 1311 року при Кефіссі армія герцога програла бій Каталонській компанії — армії найманців-альмогаварів, що діяла на той момент лише у власних інтересах. За деякими даними, з 700 лицарів герцога живими залишилися тільки двоє — Рожер Делор і Боніфацій Веронський (один з найвидатніших васалів афінського герцога, після битви каталонці пропонували навіть йому очолити їх, проте з міркувань лицарської честі він відмовився). Сам герцог загинув, а його голову каталонці насадили на піку. Після цієї катастрофи каталонці поділили між собою замки й маєтки, а також, як пишуть літописці, «дружин і дочок лицарів, вбитих при Кефіссі». Причому деякі отримали дружин такого високого походження, що «навряд чи гідні були подати їм воду для вмивання». Вожді каталонців, розуміючи, що без допомоги якого-небудь могутнього монарха їм не утримати здобич в руках, визнавали номінальними герцогами Афінськими членів сицилійської гілки Арагонського королівського дому (див. Арагонська Корона).

### Династія Аччаюолі
1387 року Афіни захопив Неріо I Аччаюолі, правитель Коринфа, виходець із флорентійського банкірського роду Аччаюолі. Про добу правління династії Аччаюолі залишив свідчення Ніколо де Мартоні. Вони виявили себе щедрими доброчинцями. Неріо I Аччаюолі наказав інкрустувати двері Парфенона, який перетворився на католицький Собор Афінської Богоматері сріблом (архієпископом афінським в цей час був призначений Михайло Хоніат). Також він заповів собору усе місто, віддаючи Афіни у володіння храму. Однак найбільш значним доповненням до ансамблю Афінського акрополя цієї доби стала вежа, побудована після захоплення міста хрестоносцями. Для її будівництва використали блоки, зняті з задньої частини усипальниці римського вельможі на пагорбі Філопаппу.

### Занепад і падіння
Останні афінські герцоги визнавали себе васалами османського султана. 1456 року в герцогство вдерлася османська армія Омер-паші. Останній афінської герцог Франко два роки оборонявся в цитаделі Акрополя. Втративши надію на допомогу Європи, Франко 1458 року здав афінський Акрополь османам. Згідно з угодою, він разом з дружиною та власним поштом залишив Афіни і переселився у Фіви, які султан подарував йому. 1460 року султан отримав доніс на Франко і наказав одному зі своїх воєначальників — Саган-паші — розправитися з ним. Той запросив Франко в намет і до ранку бенкетував з ним. Вранці на виході з намету екс-герцога оточили охоронці Сагана-паші та вбили.

## Герцоги Афінські

### Династія Де ла Рош
Славною сторінкою в історії Афінського герцогства став 1275 рік, коли володар південної Фессалії севастократор Іоанн був обложений візантійськими військами в своїй столиці Неопатре. Вночі, переодягнувшись селянином, йому вдалося пройти через лінії облоги і пробратися до Фів. Тут він з'явився перед очима афінського герцога Жана де Ла Роша і благав його прийти на допомогу. З трьома сотнями лицарів герцог Жан виступив до Неопатри, обложеної, як стверджують літописи, армією чисельністю до 30 000 греків, куманів і турків. У битві візантійське військо розгромлене вщент. Вдячний Іоанн видав свою дочку за Гільома де ла Роша, передавши йому як придане кілька фессалійських міст.
Проте 1278 році військова удача зрадила герцогу Жану. Він втрутився у війну, яку евбейські барони вели проти візантійців. Візантійцям дуже допоміг перехід на їхній бік Лікаріо, вічентійця родом, одного з найбільш активних і відважний представників франкського лицарства в Греції. Він полюбив сестру володаря Евбеї Гульєльмо II і та відповіла йому взаємністю. Вони таємно обвінчалися, проте рідня дівчини визнала шлюб мезальянсом і вислала Лікаріо у периферійний замок Анемопіле. Лікаріо почав листуватися з візантійцями і здав їм замок, викликавши таким чином запеклу війну за Евбею. Імператор у нагороду подарував йому острів.
Жан Афінський переправив своє військо на Евбею і разом із залишками загонів Евбейських баронів дав бій під Варонде проти греків і найманого каталонського війська. У бою він був поранений стрілою, військо його розбито, а сам герцог потрапив у полон. Відправлений до Константинополя, він сподобався імператору Михайлу VIII Палеологу, і той задовольнився викупом в 30 000 золотих солідів і обіцянкою вічного миру. Жан I де ла Рош помер незабаром після повернення з полону, імовірно, 1279 року. По смерті Гвідо II, останнього представника афінської гілки роду де Ла Рош, титул перейшов до Готьє V де Брієнн, сина тітки покійного герцога. Він став останнім герцогом Афін бургундської династії.
- Оттон (1205—1225)
- Гі I (1225—1263)
- Жан I (1263—1280)
- Вільгельм I (1280—1287)
- Гі II (1287—1308)

### Династія Брієннів
Афінський парламент обрав графа Брієнна стати герцогом після Гі ІІ, але період його правління був коротким, фактично він був повалений після поразки каталонцям. Водночас спадкоємці Брієнна продовжували претендувати на Герцогство, але були визнані тільки у володінні Аргос і Навплія.
- Готьє V де Брієнн (1308—1311)
- Джоанна Шатійонська (1311—1354)
- Готьє VI де Брієнн (1311—1356)
- Ізабелла Брієнська (1356—1360)
- Зегер Анг'єнський (1356—1367)
- Готьє IV Анг'єнський (1367—1381)
- Луїс Анг'єнський (1381—1394)

### Каталонські правителі
Захоплення Афінського герцогства Каталонською компанію і згодом його підпорядкування Арагонській імперії відбулося після спірного правонаступництва після смерті останнього бургундського герцога. Каталонці визнали арагонського короля Сицилії своїм сюзереном. Це перетворило Герцогство фактично на апанаж, і влада над ним часто опинялось в руках генеральних вікаріїв.
- Роже Деслор (1311—1312)
- Манфред Арагонський (1312—1317)
  - Беренгер Етанйол (1312—1317)
- Вільям II Арагонський (1317—1338)
  - Альфонс Фредерік Сицилійський (1317—1338)
- Джованні Рандаццо (1338—1348)
- Фредерік I Афінський (1348—1355)
- Фредерік II (1355—1377)
- Марія Сицилійська (1377—1388)
  - разом із Педро IV Арагонський (від 1381)

### Генеральні вікарії
Герцогством Афінським в період 1381—1388 років правили генеральні вікарії.
- Матеу де Монткада
- Роже де Лурія
- Матеу де Перальта
- Луї Федрік
- Далмо IV Рокаберті
- Бернат де Корделла

### Династія Аччаюолі
Флорентійська родина Аччаюолі правила Герцогством Афінським після витіснення ними каталонців за підтримки Наваррської компанії. Хоча Неріо I Аччаюолі заповідав Афіни та Герцогства Венеції, флорентійці повернули собі владу і правили до турецького завоювання.
- Неріо I Аччаюолі (1388—1394)
- Антоніо I Аччаюолі (1394—1395)
- Неріо II Аччаюолі, (1435—1439)
- Антоніо II Аччаюолі, (1439—1441)
- Неріо II Аччаюолі (вдруге), (1441—1454)
- Франческо I Аччаюолі (1451—1454)
- Франко Аччаюолі (1455—1458)